# Marian Piekarski (1927–1946)
Marian Piekarski, ps. „Ryś” (ur. 8 stycznia 1927 w Berżnikach, zm. 11 września 1946 w Białymstoku) – harcerz, żołnierz Armii Krajowej i Armii Krajowej Obywatelskiej, członek Zrzeszenia Wolność i Niezawisłość. Odznaczony Krzyżem Walecznych. Znany z przeprowadzenia akcji uwolnienia 6 żołnierzy AK z więzienia w Suwałkach w 1945 r.

## Dzieciństwo
Marian Piekarski urodził się 8 stycznia 1927 roku we wsi Berżniki jako trzecie dziecko Stanisława i Julii z domu Turczyńskiej. Ojciec był komendantem posterunku Policji Państwowej w Berżnikach, matka zajmowała się prowadzeniem domu. Został wcześnie ochrzczony (23 stycznia 1927 roku), co może wskazywać na problemy ze zdrowiem noworodka. Marian był najmłodszy z trojga rodzeństwa – siostra Irena urodziła się w 1923 roku, brat Stanisław – w 1925 roku.
W latach 30. XX wieku, w związku z wyznaczeniem ojca na prowadzącego wydział karno–śledczy Policji Państwowej w Suwałkach, rodzina przeniosła się do domu wybudowanego przy ulicy Kolejowej 8/1 (obecnie ul. Podhorskiego 5).
Według relacji siostry Ireny Marian był wychowywany w duchu patriotycznym przez ojca – piłsudczyka. Interesowało go wojsko. Za namową siostry wziął udział w obozie harcerskim pod Suwałkami, a następnie sam wstąpił do harcerstwa.

## II wojna światowa
W czasie wojny dzięki staraniom ojca został przyjęty do pracy w zakładzie fryzjerskim, dzięki czemu uniknął wywózki na roboty przymusowe do Niemiec. Dom Piekarskich był miejscem spotkań konspiracji. Siostra Mariana – Irena ps. Ira zajmowała się kolportażem konspiracyjnej literatury, brat Stanisław ps. Kukułka brał udział w działaniach partyzanckich jako żołnierz AK. W 1942 roku, w wieku 15 lat, Marian Piekarski został zaprzysiężony na żołnierza AK. Początkowo wraz z siostrą Ireną rozwoził literaturę (a niekiedy również broń) do okolicznych miejscowości, przede wszystkim do wsi Raczki. Następnie pełnił obowiązki gońca przy drugim zastępcy komendanta Obwodu AK Suwałki podporuczniku Mieczysławie Ostrowskim (ps. Kropidło).
W 1944 roku został schwytany przez Niemców i osadzony w obozie w Działdowie skąd powrócił do Suwałk w 1945 roku.

## Okres powojenny
Po wojnie, na polecenie organizacji konspiracyjnej rozpoczął pracę w więzieniu karno-śledczym w Suwałkach. Dzięki przedwojennym znajomościom ojca pracował w charakterze więziennego fryzjera. Równocześnie uczył się w suwalskim liceum.

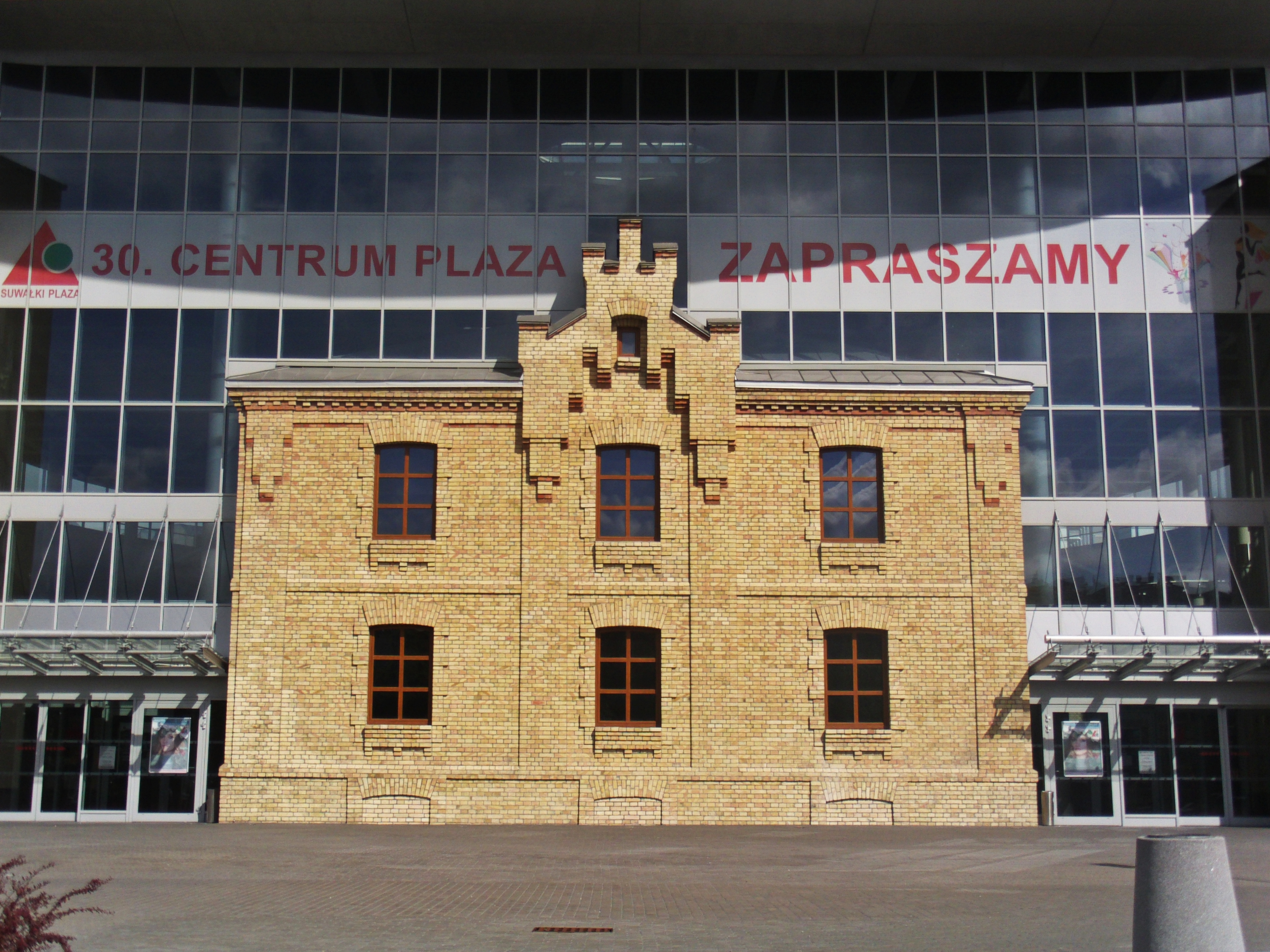
Więzienie w Suwałkach, z którego Marian Piekarski uwolnił żołnierzy AK. Obecnie budynek stanowi część galerii handlowej Suwałki Plaza.

12 marca 1945 roku na polecenie przełożonego, kaprala Aleksego Łukowskiego „Zaruskiego”, zorganizował i samodzielnie przeprowadził akcję uwolnienia 6 uwięzionych żołnierzy Armii Krajowej. Pod pretekstem czyszczenia Piekarski zebrał broń strażników więziennych, sterroryzował ich i zamknął w jednej z cel (według innych źródeł – w toalecie), a następnie uwolnił żołnierzy, pozostawiając w celach uwięzionych kryminalistów. Piekarski i uwolnieni żołnierze AK dołączyli do oddziału „Zaruskiego”.
Po akcji została aresztowana Irena Piekarska. Była przesłuchiwana i więziona bez wyroku przez dwa miesiące w celu uzyskania informacji o miejscu pobytu Mariana Piekarskiego.
Po akcji uwolnienia więźniów Piekarski nawiązał ponownie kontakt z por. Mieczysławem Ostrowskim „Kropidłem” pełniącym wówczas stanowisko komendanta Obwodu AKO Suwałki. Został jego łącznikiem, a od czerwca stał się dowódcą jego ochrony osobistej. 1 czerwca 1945 roku rozkazem nr 319 Delegata Sił Zbrojnych na Kraj został awansowany na starszego strzelca. Rozkazem komendanta Okręgu WiN Białystok Mariana Świtalskiego, ps. Juhas nr 12 z 1 października 1945 r. został odznaczony Krzyżem Walecznych.
We wrześniu Ostrowski i Piekarski wyjechali na Wybrzeże w celu znalezienia punktu przerzutowego na Zachód. Piekarski posługiwał się fałszywymi dokumentami wystawionymi przez kancelarię obwodu na nazwisko Leon Paliński. Przez jakiś czas pracował w Gdańsku w fabryce maszyn, prowadząc rozpoznanie co do możliwości przerzutu do Szwecji.
Wobec niepowodzenia misji na Wybrzeżu w lutym 1946 roku powrócił na Suwalszczyznę i na rozkaz Franciszka Sowulewskiego (ps. Twardowski, Bąk) objął dowództwo patrolu dywersyjnego w batalionie „Moczary” WiN działającego w rejonie wsi Filipów, Jeleniewo, Pawłówka i Przerośl. 18 lutego 1946 roku we wsi Mała Przerośl schwytał bandytę Władysława Waraksę „Tygrysa”. Po przesłuchaniu został on rozstrzelany za popełnione przestępstwa. 27 marca z rozkazu kapitana Stanisława Malesińskiego (ps. Lew, Tadeusz), komendanta Obwodu WiN Augustów-Suwałki został zastępcą szefa dywersji obwodu. Z polecenia kpt. Malesińskiego rozbroił byłego szefa dywersji „Litwina”. W marcu 1946 r. prowadził rozpoznanie współpracowników Urzędu Bezpieczeństwa. Przeprowadził dochodzenie dotyczące współpracy Alojzego Miławickiego ze wsi Kurianki, sprawcy aresztowania przez PUBP w Suwałkach ponad stu osób. Na podstawie informacji zebranych przez Piekarskiego 6 stycznia 1947 roku został on zlikwidowany przez patrol Wacława Górskiego ps. Oko.

## Aresztowanie i śledztwo
7 kwietnia 1946 roku Piekarskiego aresztowano w mieszkaniu jego narzeczonej Władysławy Wojnowskiej we wsi Przerośl. Nie posiadał wtedy przy sobie broni. Pomimo że nie stawiał oporu, został ciężko pobity przez funkcjonariusza PUBP w Suwałkach, chor. Igora Burdzieja.
Podczas śledztwa prowadzonego przez PUBP w Suwałkach odmawiał złożenia zeznań obciążających osoby związane z konspiracją, biorąc na siebie całą odpowiedzialność za dokonywane akcje. Był dotkliwie bity. Rodzina przez długi czas przechowywała jego zakrwawioną bieliznę.

## Wyrok i śmierć

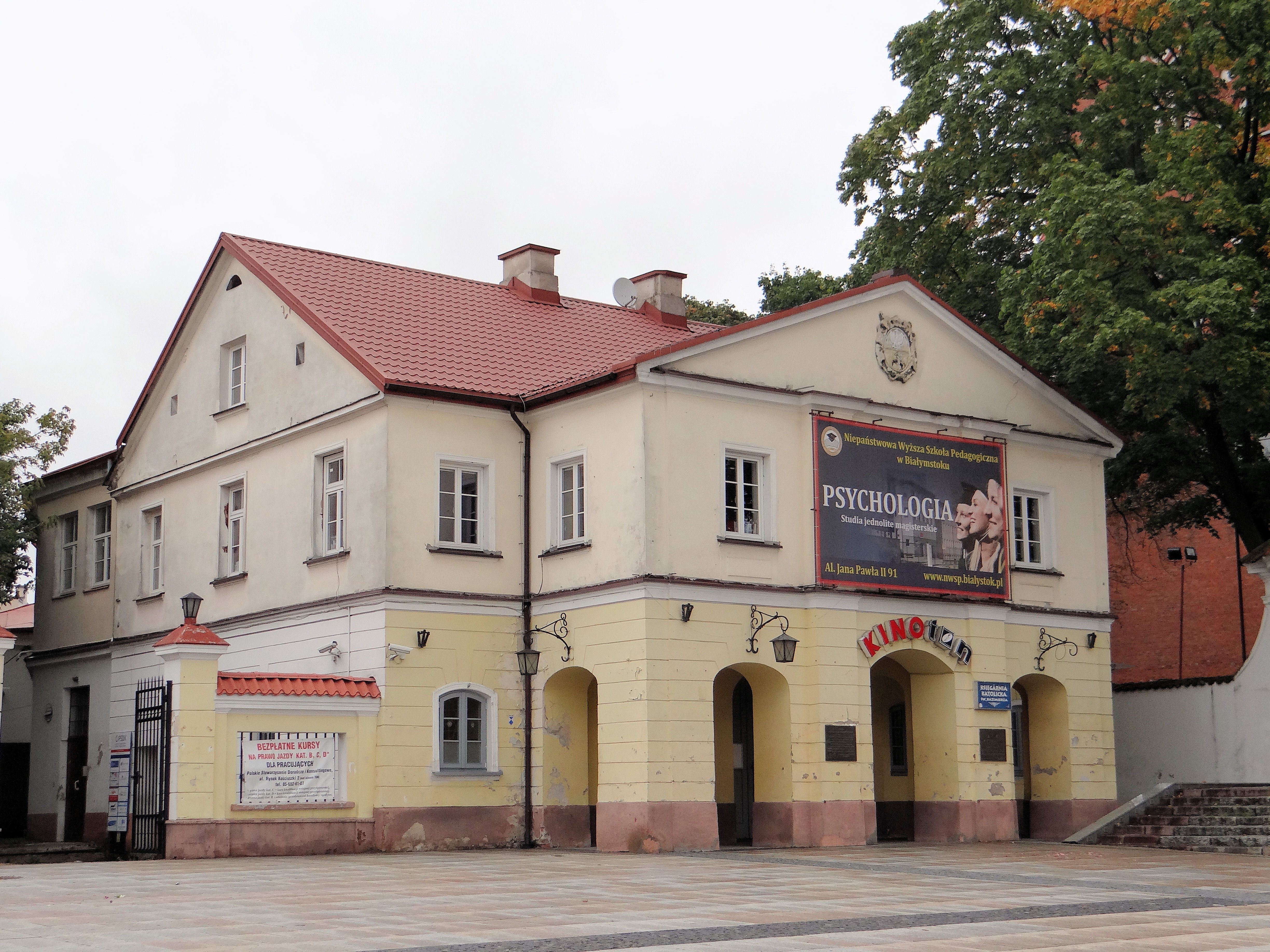
Budynek kina „Ton” w Białymstoku gdzie odbywał się proces Mariana Piekarskiego.

Był sądzony przez Wojskowy Sąd Rejonowy w Białymstoku pod przewodnictwem majora Włodzimierza Ostapowicza – szefa WSR odpowiedzialnego za wydanie do 1955 roku ponad 200 wyroków śmierci (z czego wykonano 174). W pokazowym procesie prowadzonym w dniach 13 do 18 lipca 1946 roku w białostockim kinie „Ton” sądzono 24 żołnierzy Okręgu Białystok i Obwodu WiN Augustów-Suwałki. Wśród widowni procesu znajdowały się siostra Irena i narzeczona Mariana – Władysława Wojnowska.
Piekarski został skazany 20 lipca na „karę łączną – karę śmierci z utratą praw publicznych i obywatelskich praw honorowych – na zawsze”. Piekarski wystosował prośbę o ułaskawienie do Bolesława Bieruta, jednak prezydent nie skorzystał z prawa łaski.
Wyrok został wykonany 11 września 1946 roku o godzinie 19:00 w więzieniu w Białymstoku. Przed śmiercią Marian Piekarski został wyspowiadany przez ks. Władysława Bodziaka (kapelana więziennego) i przyjął komunię świętą. Informację o tym przekazał ks. Bodziak w liście do rodziny z 17 września 1946 roku. Razem z Marianem Piekarskim zginęło pięciu innych skazanych (m.in. Aleksander Rybnik i Franciszek Sowulewski).
Miejsce pochowania ciała nie jest znane.
29 czerwca 1992 roku postanowieniem Sądu Wojewódzkiego w Białymstoku wyrok WSR z 20 lipca 1946 roku został uznany za nieważny.

## Upamiętnienie

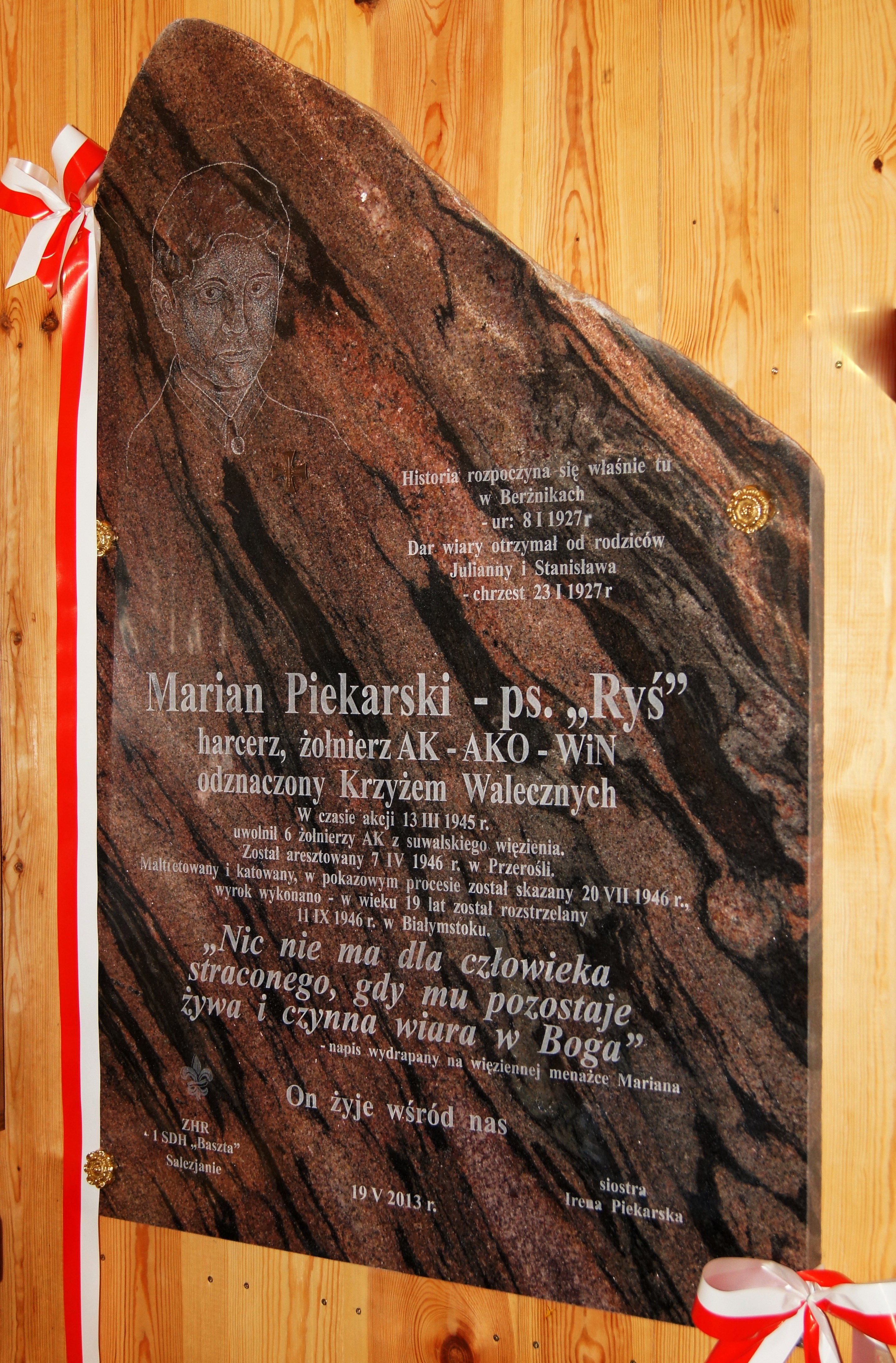
Tablica upamiętniająca Mariana Piekarskiego w kościele w Berżnikach odsłonięta 19 maja 2013 roku.

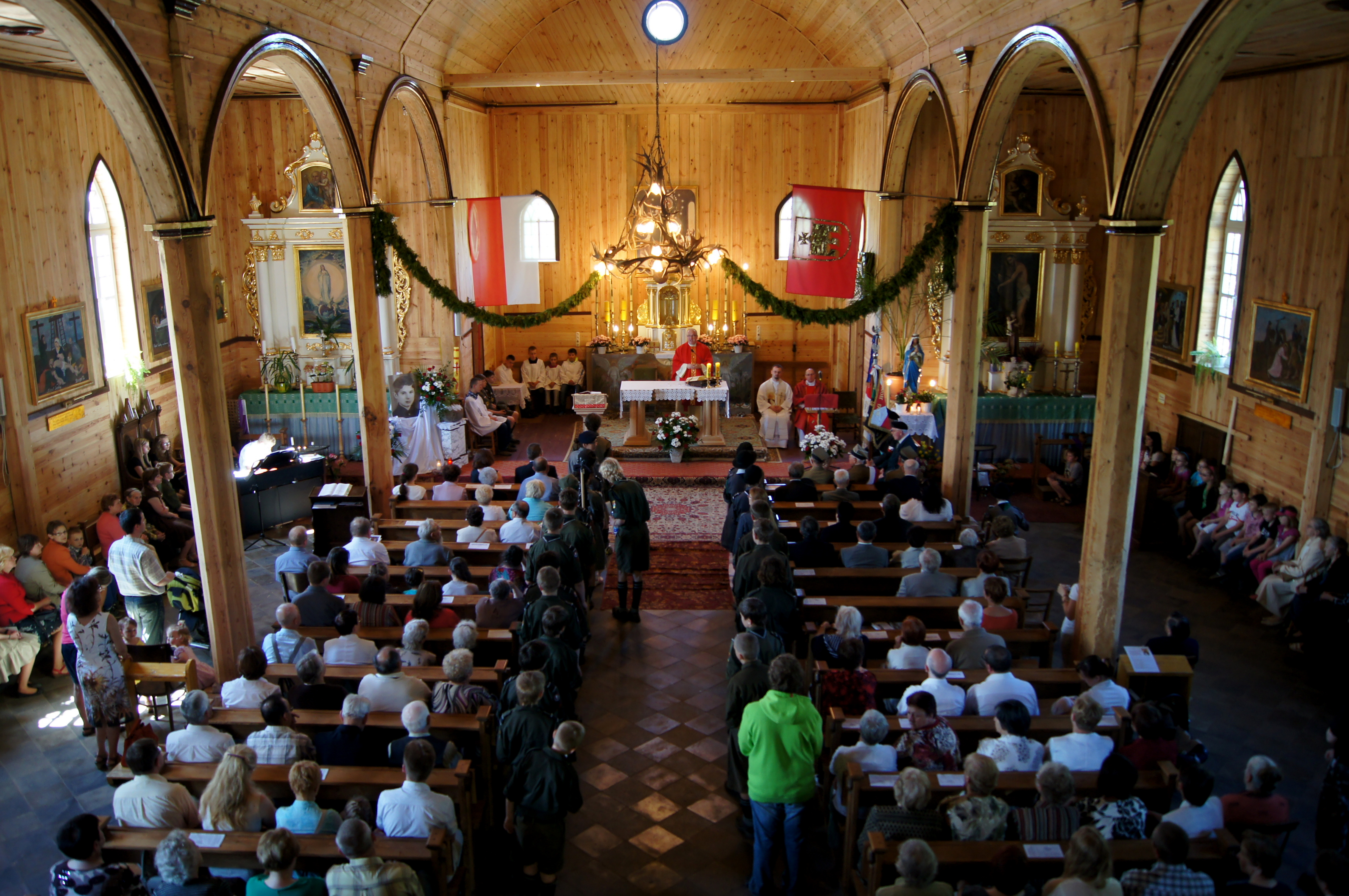
Kościół pw. Wniebowzięcia NMP w Berżnikach – msza święta w czasie uroczystości odsłonięcia tablicy upamiętniającej Mariana Piekarskiego.

W 2011 roku praca na temat Mariana Piekarskiego przygotowana przez uczniów Gimnazjum im. Marii Konopnickiej w Suwałkach, Zuzannę Bilbin, Joannę Lewoc i Kacpra Rozmysłowskiego, zdobyła I nagrodę w kategorii szkół gimnazjalnych w konkursie „Rówieśnicy” zorganizowanym przez Muzeum Historii Polski i Fundację Banku Zachodniego WBK. Jurorzy konkursu docenili m.in. działania włożone w wypromowanie postaci w środowisku lokalnym. W ramach jednego z etapów konkursu przygotowana została etiuda filmowa pt. „I nie ma człowieka”. Filmy finalistów konkursu zostały wyświetlone w „Kinotece” w Pałacu Kultury i Nauki.
19 maja 2013 r. w kościele parafialnym pw. Wniebowzięcia Najświętszej Maryi Panny w Berżnikach odbyła się uroczystość odsłonięcia tablicy upamiętniającej Mariana Piekarskiego. W uroczystości wzięli udział m.in.: siostra Mariana - Irena Pietkiewicz (z domu Piekarska), kombatanci i harcerze.
Imię Mariana Piekarskiego „Rysia” nosi 1 Suwalska Drużyna Harcerzy „Baszta”. Nadanie imienia miało miejsce w czasie uroczystości w Berżnikach 19 maja 2013 roku.
W czerwcu 2013 roku harcerze z 1 SDH i członkowie Młodzieży Wszechpolskiej z Suwałk rozpoczęli remont domu Piekarskich przy ul. Podhorskiego 5. W wyremontowanym domu ma się mieścić izba pamięci.
25 września 2013 roku Rada Miasta Suwałki podjęła uchwałę, zgodnie z którą ulicy biegnącej w pobliżu dawnej bocznicy kolejowej po zachodniej stronie ul. Mariana Buczka nadano imię Mariana Piekarskiego.
We wrześniu 2014 roku raper Damian Bujkowski "Bujak" z Suwałk udostępnił w serwisie YouTube piosenkę upamiętniającą Mariana Piekarskiego. W przygotowaniu teledysku brała udział Grupa Rekonstrukcji Historycznych „Garnizon Suwałki” działająca przy Muzeum Okręgowym w Suwałkach. W klipie wystąpił również ks. Stanisław Wysocki oraz uczniowie ze Szkoły Podstawowej nr 6 w Suwałkach.
11 września 2015 roku, w 69. rocznicę śmierci, odsłonięto mural upamiętniający Mariana Piekarskiego wykonany na fasadzie budynku przy skrzyżowaniu ulic Kościuszki i Sikorskiego w Suwałkach, powstały z inicjatywy harcerzy 1 SDH. Środki na realizację przedsięwzięcia pochodziły z grantu Fundacji BZ WBK.